# Serviços de apoio à Presidência da República Portuguesa
Os Serviços de apoio à Presidência da República Portuguesa são um grupo de serviço de apoio pessoal, técnico e de gestão patrimonial, administrativa e financeira à Presidência da República Portuguesa. A natureza e a composição destes serviços são estabelecidas na Lei n.º 7/96, de 29 de fevereiro e no Decreto-Lei n.º 28-A/96, de 4 de abril.OrganizaçãoOs serviços de apoio subdividem-se em Serviços de Apoio Direto ao Presidente e Serviços de Gestão, que são os seguintes: 
| Serviço                                      | Executivo principal                          | Titular                                |
| Serviços de Apoio Direto ao Presidente       | Serviços de Apoio Direto ao Presidente       | Serviços de Apoio Direto ao Presidente |
| -------------------------------------------- | -------------------------------------------- | -------------------------------------- |
| Casa Civil                                   | Chefe da Casa Civil                          | Fernando Frutuoso de Melo              |
| Casa Militar                                 | Chefe da Casa Militar                        | Luís Carlos de Sousa Pereira           |
| Serviços de Segurança                        |                                              |                                        |
| Centro de Comunicações                       |                                              |                                        |
| Serviço de Apoio Médico                      |                                              |                                        |
| Serviços de Gestão                           |                                              |                                        |
| Conselho Administrativo                      | Chefe da Casa Civil                          | Fernando Frutuoso de Melo              |
| Secretaria-Geral da Presidência da República | Secretária-Geral da Presidência da República | Ana Cristina Batista                   |
| Outros                                       |                                              |                                        |
| Encarregado de Proteção de Dados             |                                              |                                        |